# بيت القشمة (الشعر)

تعديل مصدري - تعديل

بيت القشمة هي إحدى قرى عزلة الوسط بمديرية الشعر التابعة لمحافظة إب، بلغ تعداد سكانها 146 نسمة حسب تعداد اليمن لعام 2004.